# Corral de Ayllón
Corral de Ayllón ist ein Ort und eine nordspanische Gemeinde (municipio) mit 77 Einwohnern (Stand: 2024) in der Provinz Segovia in der Autonomen Gemeinschaft Kastilien-León. 

## Lage und Klima
Die Gemeinde Corral de Ayllón liegt etwa 75 km (Fahrtstrecke) nordöstlich von Segovia in einer mittleren Höhe von ca. 1025 m. Im Norden der Gemeinde liegt der Segelflugplatz La Nava - Corral de Ayllón Aeropuerto. Das Klima ist im Winter rau, im Sommer dagegen gemäßigt bis warm; Regen fällt übers Jahr verteilt.

## Bevölkerungsentwicklung
| Jahr      | 1970 | 1981 | 1991 | 2001 | 2011 | 2021 |
| Einwohner | 247  | 178  | 132  | 100  | 88   | 71   |

## Sehenswürdigkeiten

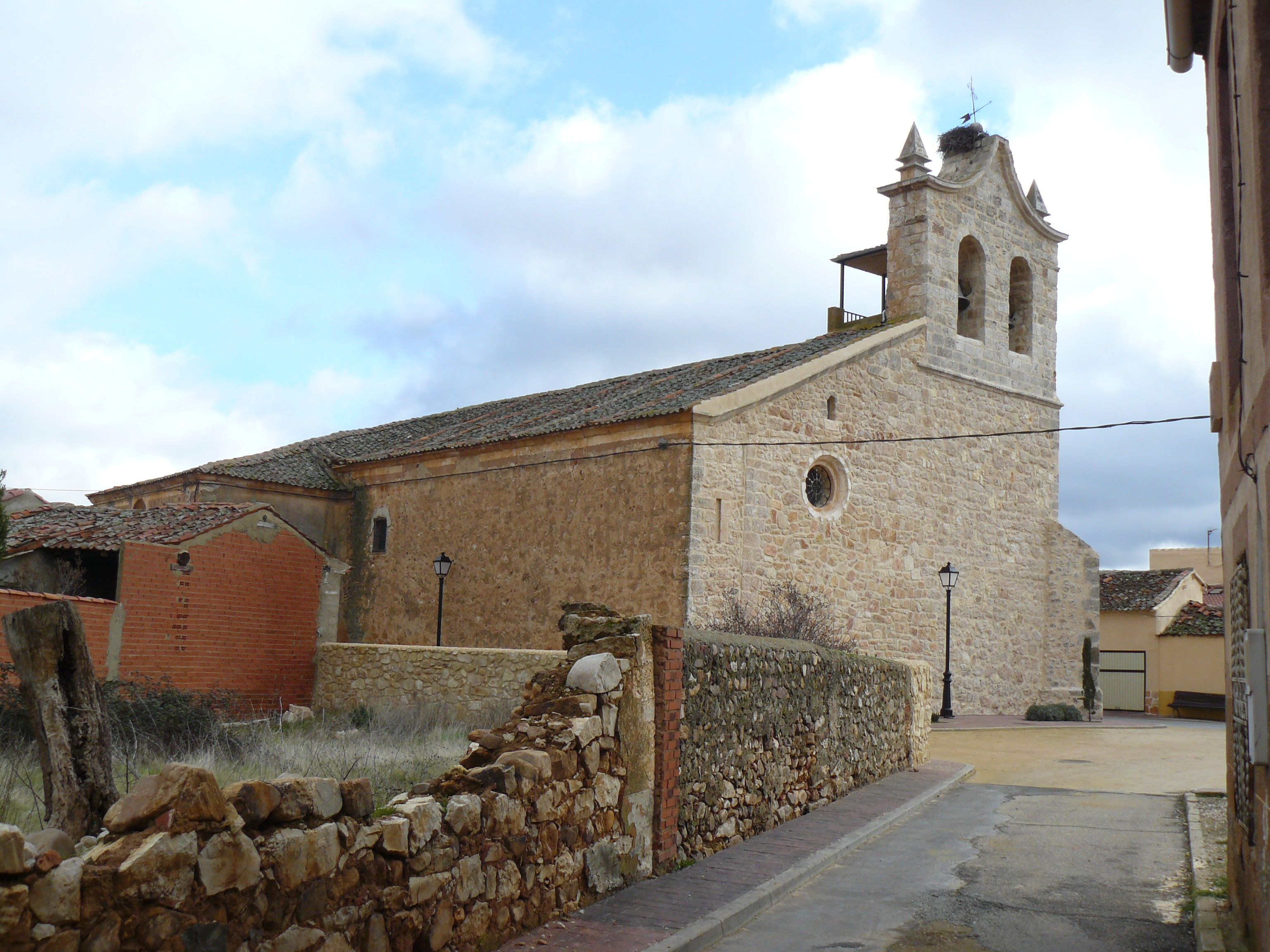
Kirche der Unbefleckten Empfängnis

- Kirche der Unbefleckten Empfängnis